# Тепловой контакт
В теплопередаче и термодинамике термодинамическая система считается в тепловом контакте с другой системой, если она может обмениваться энергией с ней посредством теплоты. Полная тепловая изоляция представляет собой идеализацию, которую настоящие системы не достигают, так как они всегда соприкасаются со своей окружающей средой в некоторой мере.
Площадь поверхности, способной взаимодействовать с потоком через промежуточную среду, часто на 2-4 порядка больше соприкасающейся площади; потоком тепла через зазоры нельзя пренебрегать, если взаимодействующие тела являются плохими проводниками тепла или если среда, заполнающая щели между ними, является хорошим проводником.
Когда два твёрдых тела соприкасаются, имеет место сопротивление теплопередаче. Изучение теплопроводности между такими телами называется теплопроводностью контакта (или термическим сопротивлением контакта).